# Kanton La Bastide-Clairence
Der Kanton La Bastide-Clairence war von 1790 bis 2015 ein französischer Wahlkreis im Arrondissement Bayonne, im Département Pyrénées-Atlantiques und in der Region Aquitanien.
Der Kanton grenzte im Norden an den Kanton Saint-Martin-de-Seignanx im Arrondissement Dax im Département Landes, im Osten an die Kantone Bidache und Saint-Palais, im Süden an einen Teil des Kantons Hasparren und an den Kanton Iholdy und im Westen ebenfalls an den Kanton Hasparren.

## Geschichte
Der Kanton wurde am 4. März 1790 im Zuge der Einrichtung der Départements als Teil des damaligen „Distrikts Ustaritz“ gegründet. Mit der Gründung der Arrondissements am 17. Februar 1800 wurde der Kanton als Teil des damaligen Arrondissements Bayonne neu zugeschnitten.
Siehe auch Geschichte Pyrénées-Atlantiques und Geschichte Arrondissement Bayonne.

## Gemeinden
Der Kanton bestand aus fünf Gemeinden:
| Gemeinde             | Einwohner Jahr | Fläche km² | Bevölkerungsdichte | Code INSEE | Postleitzahl |
| -------------------- | -------------- | ---------- | ------------------ | ---------- | ------------ |
| Ayherre              | 1.006 (2013)   | 27,65      | 36 Einw./km²       | 64086      | 64240        |
| La Bastide-Clairence | 1.031 (2013)   | 23,39      | 44 Einw./km²       | 64289      | 64240        |
| Briscous             | 2.647 (2013)   | 31,29      | 85 Einw./km²       | 64147      | 64240        |
| Isturits             | 475 (2013)     | 13,60      | 35 Einw./km²       | 64277      | 64240        |
| Urt                  | 2.218 (2013)   | 18,99      | 117 Einw./km²      | 64546      | 64240        |